# 후드윙커개복치

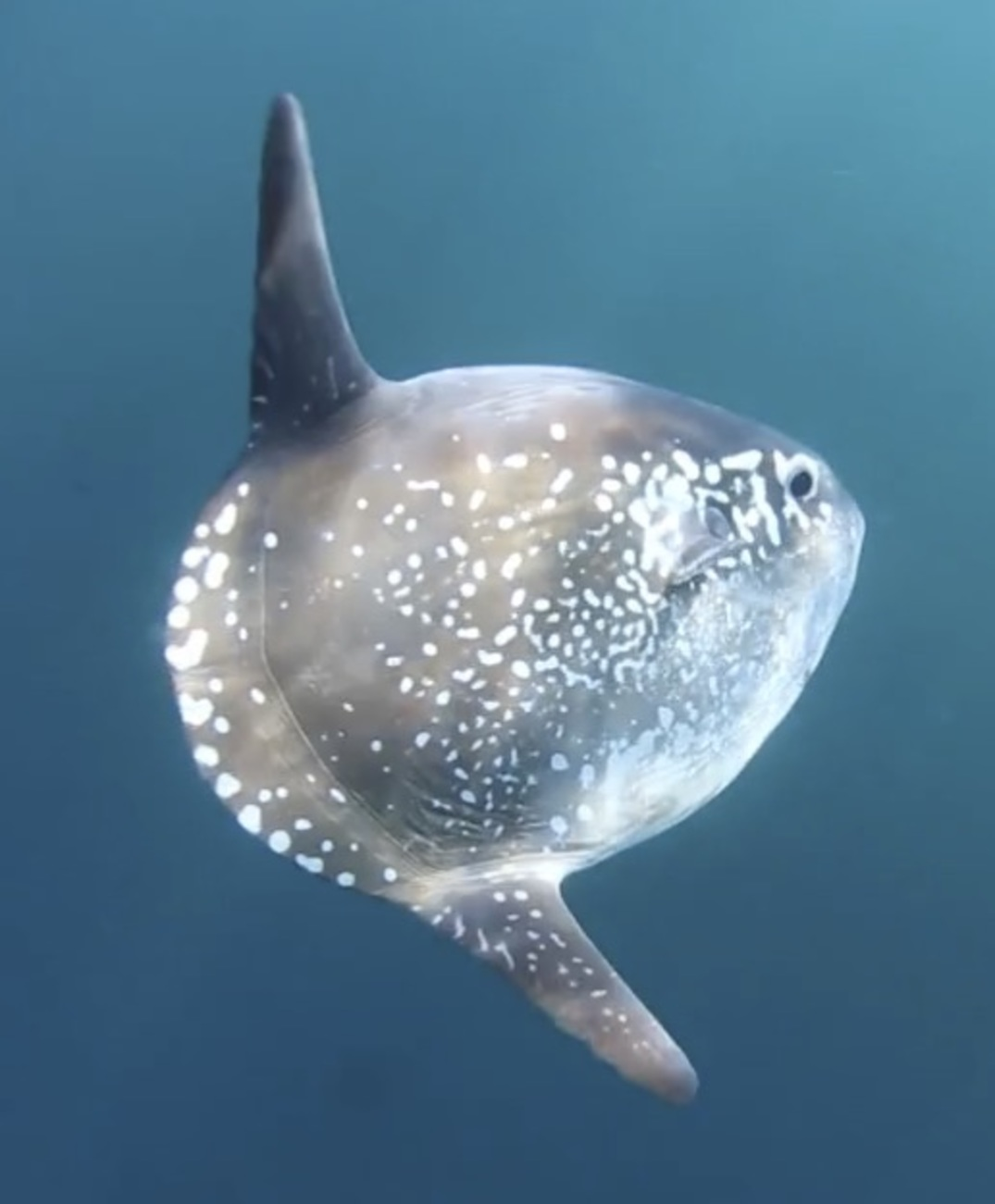

후드윙커개복치(학명:Mola Tecta)는 복어목 개복치과에 속하는 물고기이다. 몸길이는 3m가 되는 대형어류에 속한다.

## 특징과 먹이
후드윙커개복치는 비교적 최근인 2014년에 발견이 되어 2017년에 새로이 기재되어 명명이 된 종으로 학명의 Tecta(테타)는 숨겨진이란 뜻을 가지고 있기 때문에 그동안 숨겨져서 잘 알려지지가 않은 물고기였다. 일반적인 개복치에 비해서 몸의 하얀 반점들이 얼굴, 후미부, 등쪽, 배지느러미에 골고루 분포해있다는 특징을 가지고 있으며 평평하고 대칭적인 타원형의 몸매를 가지고 있다. 부드러운 체형을 가지고 있으며 카운터 쉐이딩을 가지고 있어 배쪽보다 등쪽이 더 어두운 색상을 가지고 있다. 또한 다른 개복치들에 비해 매끄러운 몸의 모양을 가지고 있고 꼬리지느러미를 따라 돌출 주누와 덩어리가 부족하며 지느러미에 가시가 없는 특징도 가지고 있다. 먹이로는 멸치, 청어와 같은 작은 물고기들과 해파리를 주로 먹는 육식성물고기에 속한다.

## 서식지
후드윙커개복치의 주요한 서식지로는 태평양, 인도양, 대서양의 모든 아열대 해역이며 남극이나 북극같은 극지방을 제외한 모든 지역에 고르게 서식한다. 개복치들 중에서도 가장 광범위한 서식지를 가진 종이며 수심 0~200m의 대륙붕으로 이뤄진 연안에서 주로 서식하는 표해수대의 어류이다.

## 같이 보기
- 복어목
- 개복치과